# Declana niveata
Declana niveata är en fjärilsart som beskrevs av Arthur Gardiner Butler 1879. Declana niveata ingår i släktet Declana och familjen mätare. Inga underarter finns listade i Catalogue of Life.